# Prohylobates simonsi
 Prohylobates simonsi  ist eine ausgestorbene Art der Meerkatzenverwandten (Cercopithecidae) aus der Gattung Prohylobates, die während des frühen Miozäns in Libyen vorkam. Das bislang einzige Fossil wurde in der Region Gebel Zelten – rund 15 Kilometer westlich der Ortschaft Zelten und 6 Kilometer östlich von Ora – im nördlichen Zentrallibyen entdeckt. Anhand von biostratigraphischen Analysen wurde es in der Erstbeschreibung von Prohylobates simonsi auf ein Alter von rund 18 Millionen Jahren datiert, was später auf 17 bis 15 Millionen Jahre korrigiert wurde.

## Namensgebung
Die Bezeichnung Prohylobates deutet an, dass die Gattung 1918 als Vorläufer der Kleinen Gibbons (Hylobates) – und damit der Menschenartigen statt der Meerkatzenverwandten – in Erwägung gezogen worden war. Das Epitheton simonsi ehrt den Paläontologen Elwyn L. Simons, der 1969 die Gattung Prohylobates neu geordnet hatte.

## Erstbeschreibung
Holotypus von Prohylobates simonsi ist laut Erstbeschreibung aus dem Jahr 1979 durch Eric Delson das Fragment eines Unterkiefers mit erhaltenen linken Molaren M2 und M3 (Sammlungsnummer A.M.N.H. 17768). Prohylobates simonsi war nach Prohylobates tandyi, dessen Fossil in der Senke al-Mughra in Ägypten entdeckt und bereits 1918 wissenschaftlich beschrieben worden war, die zweite Art der Gattung Prohylobates. Die erhaltenen Zähne von Prohylobates simonsi sind der einzige Primaten-Fund aus Gebel Zelten. Sie sind annähernd 65 Prozent größer als die der Typusart Prohylobates tandyi, und der Zahn M3 ist länger; ansonsten ist die Morphologie beider Arten nahezu identisch.
Beide Arten werden als kleine bis mittelgroße, „ursprüngliche“ Affen an der evolutiven Basis der Cercopithecidae beschrieben. Das Körpergewicht von Prohylobates simonsi könnte 25 kg, das von Prohylobates tandyi 7 kg betragen haben. Aus dem Bau ihrer Zahnkronen kann abgeleitet werden, dass es sich um überwiegende Fruchtfresser mit einem gewissen Anteil an härteren Blättern in ihrer Nahrung handelte. Die Möglichkeit, dass die unterschiedliche Zahngröße kein Artmerkmal, sondern Ausdruck eines Sexualdimorphismussei, wurde in der Erstbeschreibung erörtert, jedoch unter Verweis auf ungefähr gleich große, als männlich und weiblich beschriebene Fossilien von Prohylobates tandyi als unwahrscheinlich bezeichnet.
Der Prohylobates simonsi zugeschriebene Unterkiefer war bereits 1967 von R. M. Eckert, einem Beschäftigten der Mobil Oil Company (heute: ExxonMobil) entdeckt und im American Museum of Natural History als mutmaßliches Fossil eines Vorfahren der Schweine oder einer verwandten Paarhufer-Gruppe verwahrt worden. Erst ein Jahrzehnt später fiel dem Paläontologen Martin Pickford – der später als Entdecker der ersten Fossilien von Orrorin bekannt wurde – auf, dass es sich bei diesem Unterkiefer um den Überrest eines Primaten handeln könnte; daraufhin machte er Eric Delson auf diesen Fund aufmerksam.

## Belege
1. ↑  Eric Delson: Prohylobates (Primates) from the Early Miocene of Libya: A new species and its implications for cercopithecid origins. In: Géobios. Band 12, Nr. 5, 1979, S. 725–733, doi:10.1016/S0016-6995(79)80099-6, Volltext (PDF; 223 kB)
2. ↑  Ellen R. Miller und Elwyn L. Simons: Relationships between the mammalian fauna from Wadi Moghara, Qattara Depression, Egypt, and other Early Miocene faunas.. In: Proceedings of the Geological Survey of Egypt Centennial Conference, 1996, S. 547–580
3. ↑   Elwyn L. Simons: Miocene Monkey (Prohylobates) from Northern Egypt. In: Nature. Band 223, 1969, S. 687–689, doi:10.1038/223687a0
4. ↑  René Fourtau: Contribution à l'Étude des Vertébrés Miocènes de l'Égypte. Kairo, Survey Departement, 1918
5. ↑  John G. Fleagle: Primate Adaptation and Evolution. Elsevier / Academic Press, 2. Auflage 1998, S. 492, ISBN 978-0122603419